# Jacques Brugnon
Jacques "Toto" Brugnon (París, 11 de febrer de 1895 − París, 20 de març de 1978) fou un tennista francès, integrant dels tennistes coneguts com Les Quatre Mousquetaires que va dominar la dècada del 1920 i 1930. Malgrat no guanyar cap títol de Grand Slam individual, en va guanyar 10 en dobles masculins i 2 més en dobles mixtos, a més d'una medalla d'argent olímpica. Fou admès en l'International Tennis Hall of Fame l'any 1976 junt als seus companys de generació, Jean Borotra, René Lacoste i Henri Cochet.
Va guanyar diversos títols individuals però principalment fou un especialista de dobles, on destaquen deu títols de Grand Slam repartits en l'Australasian Championships, l'Internationaux de France i Wimbledon Championships, i dos més en dobles mixtos. També destaquen els seus resultats en la Copa Davis, on disputà diverses eliminatòries entre els anys 1921 i 1934, i coincidint amb la gran generació francesa coneguda com Les Quatre Mousquetaires, van conquerir aquest trofeu en sis edicions consecutives (1927-1932). L'any 1924 va guanyar una medalla d'argent en la prova de dobles masculins dels Jocs Olímpics de París 1924 i fent parella amb Cochet.

## Torneigs de Grand Slam

### Dobles masculins: 17 (10−7)
| Resultat   | Núm. | Any  | Campionat                    | Parella      | Oponents a la final              | Marcador                  |
| ---------- | ---- | ---- | ---------------------------- | ------------ | -------------------------------- | ------------------------- |
| Finalista  | 1.   | 1925 | Internationaux de France     | Henri Cochet | Jean Borotra René Lacoste        | 5−7, 6−4, 3−6, 6−2, 3−6   |
| Finalista  | 2.   | 1926 | Internationaux de France (2) | Henri Cochet | Vincent Richards Howard Kinsey   | 4−6, 1−6, 6−4, 4−6        |
| Guanyador  | 1.   | 1926 | Wimbledon                    | Henri Cochet | Howard Kinsey Vincent Richards   | 7−5, 4−6, 6−3, 6−2        |
| Guanyador  | 2.   | 1927 | Internationaux de France     | Henri Cochet | Jean Borotra René Lacoste        | 2−6, 6−2, 6−0, 1−6, 6−4   |
| Finalista  | 3.   | 1927 | Wimbledon                    | Henri Cochet | Frank Hunter Bill Tilden         | 6−1, 6−4, 6−8, 3−6, 4−6   |
| Guanyadora | 3.   | 1928 | Australian Championships     | Jean Borotra | Edgar Moon Jim Willard           | 6−2, 4−6, 6−4, 6−4        |
| Guanyadora | 4.   | 1928 | Internationaux de France (2) | Jean Borotra | Henri Cochet René de Buzelet     | 6−4, 3−6, 6−2, 3−6, 6−4   |
| Guanyador  | 5.   | 1928 | Wimbledon (2)                | Henri Cochet | John Hawkes Gerald Patterson     | 13−11, 6−4, 6−4           |
| Finalista  | 4.   | 1929 | Internationaux de France (3) | Henri Cochet | Jean Borotra René Lacoste        | 3−6, 6−3, 3−6, 6−3, 6−8   |
| Guanyador  | 6.   | 1930 | Internationaux de France (3) | Henri Cochet | Harry Hopman Jim Willard         | 6−3, 9−7, 6−3             |
| Finalista  | 5.   | 1931 | Wimbledon (2)                | Henri Cochet | George Lott John Van Ryn         | 2−6, 8−10, 11−9, 6−3, 3−6 |
| Guanyador  | 7.   | 1932 | Internationaux de France (4) | Henri Cochet | Christian Boussus Marcel Bernard | 6−4, 3−6, 7−5, 6−3        |
| Guanyador  | 8.   | 1932 | Wimbledon (3)                | Jean Borotra | Pat Hughes Fred Perry            | 6−0, 4−6, 3−6, 7−5, 7−5   |
| Guanyador  | 9.   | 1933 | Wimbledon (4)                | Jean Borotra | Ryosuki Nunoi Jiro Satoh         | 4−6, 6−3, 6−3, 7−5        |
| Guanyador  | 10.  | 1934 | Internationaux de France (5) | Jean Borotra | Jack Crawford Vivien McGrath     | 11−9, 6−3, 2−6, 4−6, 9−7  |
| Finalista  | 6.   | 1934 | Wimbledon (3)                | Jean Borotra | George Lott Lester Stoefen       | 2−6, 3−6, 4−6             |
| Finalista  | 7.   | 1939 | Internationaux de France (4) | Jean Borotra | Charles Harris Don McNeill       | 6−4, 4−6, 0−6, 6−2, 8−10  |

### Dobles mixts: 2 (2−0)
| Resultat  | Núm. | Any  | Campionat                    | Parella         | Oponents a la final              | Marcador |
| --------- | ---- | ---- | ---------------------------- | --------------- | -------------------------------- | -------- |
| Guanyador | 1.   | 1925 | Internationaux de France     | Suzanne Lenglen | Julie Vlasto Henri Cochet        | 6−2, 6−2 |
| Guanyador | 2.   | 1926 | Internationaux de France (2) | Suzanne Lenglen | Suzanne LeBesnerais Jean Borotra | 6−4, 6−3 |

## Jocs Olímpics

### Dobles masculins
| Any  | Campionat                    | Parella      | Oponents                        | Resultat      |
| ---- | ---------------------------- | ------------ | ------------------------------- | ------------- |
| 1924 | Jocs Olímpics, París, França | Henri Cochet | Francis Hunter Vincent Richards | 6−4, 2−6, 3−6 |

## Palmarès

### Equips: 9 (6−3)
| Resultat  | Núm. | Data                        | Torneig                              | Superfície   | Equip                                       | Oponents                                                       | Marcador |
| --------- | ---- | --------------------------- | ------------------------------------ | ------------ | ------------------------------------------- | -------------------------------------------------------------- | -------- |
| Finalista | 1.   | 11 − 13 de setembre de 1925 | Copa Davis, Filadèlfia, Estats Units | Gespa        | Jean Borotra René Lacoste                   | Bill Johnston Vincent Richards Bill Tilden Richard N. Williams | 0−5      |
| Finalista | 2.   | 9 − 11 de setembre de 1926  | Copa Davis, Filadèlfia (2)           | Gespa        | Jean Borotra Henri Cochet René Lacoste      | Bill Johnston Vincent Richards Bill Tilden Richard N. Williams | 1−4      |
| Guanyador | 1.   | 8 − 10 de setembre de 1927  | Copa Davis, Filadèlfia               | Gespa        | Jean Borotra Henri Cochet René Lacoste      | Frank Hunter Bill Johnston Bill Tilden Richard N. Williams     | 3−2      |
| Guanyador | 2.   | 27 − 29 de juliol de 1928   | Copa Davis, París, França (2)        | Terra batuda | Jean Borotra Henri Cochet René Lacoste      | John Hennessey Frank Hunter George Lott Bill Tilden            | 4−1      |
| Guanyador | 3.   | 26 − 28 de juliol de 1929   | Copa Davis, París (3)                | Terra batuda | Christian Boussus Jean Borotra Henri Cochet | Wilmer Allison George Lott Bill Tilden John Van Ryn            | 3−2      |
| Guanyador | 4.   | 25 − 27 de juliol de 1930   | Copa Davis, París (4)                | Terra batuda | Christian Boussus Jean Borotra Henri Cochet | Wilmer Allison George Lott Bill Tilden John Van Ryn            | 4−1      |
| Guanyador | 5.   | 24 − 26 de juliol de 1931   | Copa Davis, París (5)                | Terra batuda | Christian Boussus Jean Borotra Henri Cochet | Bunny Austin Patrick Hugues Charles Kingsley Fred Perry        | 3−2      |
| Guanyador | 6.   | 29 − 31 de juliol de 1932   | Copa Davis, París (6)                | Terra batuda | Christian Boussus Jean Borotra Henri Cochet | Wilmer Allison Frank Shields John Van Ryn Ellsworth Vines      | 3−2      |
| Finalista | 3.   | 28 − 30 de juliol de 1933   | Copa Davis, París (3)                | Terra batuda | Jean Borotra Henri Cochet Andre Merlin      | Bunny Austin Patrick Hugues Harry Lee Fred Perry               | 2−3      |